# Sinumelon hullanum
Sinumelon hullanum är en snäckart som beskrevs av Alan Solem 1993. Sinumelon hullanum ingår i släktet Sinumelon och familjen Camaenidae. Inga underarter finns listade i Catalogue of Life.